# NHK西嬉野テレビ中継局
NHK西嬉野テレビ中継局（エヌエイチケイにしうれしのテレビちゅうけいきょく）は、佐賀県嬉野市の旧藤津郡嬉野町域に置かれていたNHK佐賀放送局のテレビ中継局である。

## 中継局概要

### アナログテレビ放送
| チャンネル 番号 | 放送局名     | 空中線 電力       | ERP                  | 偏波面 | 放送対象地域 | 放送区域 内世帯数 | 運用開始日     |
| --------------- | ------------ | ----------------- | -------------------- | ------ | ------------ | ----------------- | -------------- |
| 59              | NHK 佐賀総合 | 映像1W/ 音声250mW | 映像1.45W/ 音声370mW | -      | 佐賀県       | -                 | 1972年 4月27日 |
| 62              | NHK 佐賀教育 | 映像1W/ 音声250mW | 映像1.45W/ 音声370mW | -      | 全国         | -                 | 1972年 4月27日 |

- 所在地： 嬉野市嬉野町岩屋川内字小枕（カス山）
- 放送区域： 旧嬉野町域の一部
- stsにはチャンネルが割り当てられていなかった。
- 2011年7月24日をもってすべて廃止された。なお、デジタルテレビ放送は伊万里局や嬉野局によってカバーされている[2]。